# Nicarágua
A Nicarágua (em castelhano: Nicaragua; pronunciado: [nikaˈɾaɣwa]), oficialmente República da Nicarágua (em castelhano: República de Nicaragua), é um país da América Central, limitado ao norte pelo Golfo de Fonseca (através do qual faz fronteira marítima com El Salvador) e fronteira terrestre com Honduras. É banhada ao leste pelo Mar das Caraíbas, através do qual faz fronteira marítima com o território colombiano de San Andrés e Providencia, a sul com a Costa Rica e a oeste com o Oceano Pacífico. Sua capital é Manágua.
O Império Espanhol conquistou a região no século XVI. A Nicarágua alcançou sua independência da Espanha em 1821. Desde a sua independência, o país passou por períodos de instabilidade política, ditadura e crises que levaram à Revolução Sandinista de 1960 e 1970. A Nicarágua é uma república democrática representativa e tem experimentado um crescimento econômico e estabilidade política nos últimos anos. Desde 2007, Daniel Ortega tem sido o presidente ao qual, atualmente, é considerado por muitos como ditador quanto pelos Estados Unidos quanto pela União Europeia.
A população da Nicarágua é estimada em 6 038 652 habitantes sendo, em sua maior parte, multiétnica. Sua capital, Manágua, é a terceira maior cidade da América Central. A língua principal é o espanhol, embora outras línguas nativas sejam faladas por tribos da costa oriental, como o misquito, sumo e rama, além de um inglês crioulo. A mistura de tradições culturais gerou diversidade substancial na arte e na literatura nicaraguense, dadas as várias contribuições literárias de poetas e escritores da nação, entre estes Rubén Darío, Pablo Antonio Cuadra e Ernesto Cardenal. A diversidade biológica no país também é notável, possuindo um clima tropical e vulcões ativos, fazendo da Nicarágua um destino turístico cada vez mais popular.

## Etimologia
Existem duas teorias predominantes sobre como o nome "Nicarágua" surgiu. A primeira é que o nome foi cunhado pelos colonos espanhóis com base no nome Nicarao, que era o chefe ou cacique de uma poderosa tribo indígena encontrada pelo conquistador espanhol Gil González Dávila durante sua entrada no sudoeste da Nicarágua em 1522. Essa teoria sustenta que o nome Nicarágua foi formado a partir de Nicarao e agua (em espanhol, "água"), para referir o fato de que existem dois grandes lagos e vários outros corpos de água no país. No entanto, a partir de 2002, foi determinado que o nome real do cacique era Macuilmiquiztli, que significava "Cinco mortes" na língua Nahuatl, em vez de Nicarao.
A segunda teoria é que o nome do país vem de qualquer uma das seguintes palavras nahuatl: nic-anahuac, que significava "Anahuac chegou até aqui" ou "os Nahuas chegaram até aqui" ou "aqueles que vêm de Anahuac chegaram até aqui"; nican-nahua, que significa "aqui estão os nahuas"; ou nic-atl-nahuac, que significa "aqui pela água" ou "cercado por água".

## História
A Nicarágua foi uma região da América Central na qual houve o desenvolvimento de uma antiga civilização que desapareceu sem deixar muitos vestígios de sua existência. As populações que ocupavam a região no momento em que os espanhóis chegaram ao continente, provavelmente surgiram a partir de ondas migratórias oriundas do território mexicano. Ao longo de sua trajetória colonial, a Nicarágua teve sua economia voltada à agroexportação e um rápido surto minerador.
Por volta do século XIX, vivenciando as diversas transformações que atingiam o ambiente colonial hispânico, os nicaraguenses engendraram o seu processo de independência. Após atingir sua autonomia, em 1821, a Nicarágua foi inicialmente conglomerada ao território das Províncias Unidas da América Central. No entanto, o conflito intermitente entre liberais e conservadores acabou transformando a região nicaraguense em um Estado independente.
A disputa entre liberais e conservadores transformaram a Nicarágua em um típico exemplo da fragilidade das instituições políticas concebidas após os processos de independência da América Colonial. Entre 1856 e 1857, o desgaste provocado pelos vários conflitos civis permitiu que o aventureiro William Walker comandasse rapidamente aquela nação. Após o incidente, as disputas políticas continuaram e foram visivelmente marcadas pela intervenção política britânica e norte-americana.
Após o predomínio político durante quase todo o século XIX, os liberais nicaraguenses conseguiram chegar ao poder com a proposta de modernizar as práticas e instituições políticas do país. No ano de 1893, durante o governo de José Santos Zelaya, uma nova constituição foi assinada com o intuito de superar os entraves que impediam a superação dos problemas nacionais. Sentindo-se ameaçados com essa situação, os Estados Unidos intervieram no país passando a controlar suas ferrovias, o Banco Central e a alfândega.
As forças armadas norte-americanas reapareceriam em 1912 para quebrar a resistência dos liberais, que se recusavam a aceitar o acordo pelo qual os Estados Unidos concederiam um empréstimo mediante a condição de estabelecerem o controle financeiro da Nicarágua. Entronado no poder, o presidente Adolfo Díaz concordou com o empréstimo, repassando em garantia as receitas alfandegárias e aceitando um administrador-geral aduaneiro norte-americano, nomeado pelos banqueiros de Nova York e com o aval do Departamento de Estado. É desse ano que data a instalação em Manágua de uma guarnição norte-americana que ali permaneceria por treze anos, até 1925. Até a década de 1920, os vários incidentes políticos da Nicarágua foram acompanhados de perto pelas autoridades políticas norte-americanas. Quando julgava necessário, os EUA enviavam tropas de mariners para anular o resultado de uma eleição e legitimar a ascensão de um líder comprometido com seus interesses econômicos.
Nesse período, um movimento guerrilheiro liderado por Juan Bautista Sacasa, José María Moncada e César Augusto Sandino lutou contra a ação estrangeira em seu país. Após a retirada das forças norte-americanas do país, Sandino e outros líderes liberais resolveram abandonar o movimento armado. Entretanto, Anastasio Somoza García, chefe da Guarda Nacional, armou um golpe governamental e Augusto Sandino fora assassinado.
A partir desse momento, entre os anos de 1936 e 1978, Somoza se preservou no poder através da ação política direta ou por meio de parentes visivelmente atrelados à sua influência. Essa verdadeira “dinastia política” se conservou no poder graças ao controle da Guarda Nacional e a utilização de diversos instrumentos de natureza autoritária. Tal situação só se modificou quando a Frente Sandinista de Libertação Nacional conduziu uma revolução que derrubou a Guarda Nacional.
Assumindo o controle político do país, os revolucionários sandinistas tiveram que contornar uma profunda crise econômica em um país terrivelmente devastado pela guerra civil. Estatizando o setor industrial e viabilizando uma reforma agrária, o novo regime tentou implementar medidas de traço socialista. Insatisfeitos com essa situação, os EUA passaram a fomentar um movimento guerrilheiro contrarrevolucionário conhecido como “Os Contras”.
A FSLN concentra-se igualmente na melhoria do sistema de saúde nicaraguense, nomeadamente através de campanhas de vacinação e da construção de hospitais públicos, que reduzem principalmente a mortalidade infantil para metade, ou seja, para 40 por mil. Na área da reforma agrária, as propriedades da família Somoza e de alguns dos executivos do regime caído são redistribuídas aos agricultores ou convertidas em fazendas estatais. No entanto, o âmbito da reforma continua a ser limitado, uma vez que dizia respeito apenas aos proprietários somozistas mais notórios e não a toda a estrutura agrária.
O governo sandinista está planejando uma "cruzada de alfabetização nacional". Enquanto o país mergulhou na guerra civil, o orçamento da educação mais do que triplicou, e a taxa de alfabetização aumentou de 50% para 87% durante a década de 1980. A UNESCO está atribuindo o Prêmio Nadezhda K. Krupskaya à Nicarágua em reconhecimento a esses esforços. Ao longo de toda a década de 1980, o governo revolucionário teve que enfrentar a oposição armada dos “Contras”. Visando superar a caótica situação política da Nicarágua, os sandinistas permitiram a realização de uma nova eleição presidencial e a formação de uma nova assembleia constituinte. No final daquela década, o conflito entre os sandinistas e os contras chegou ao seu fim quando os grupos políticos conservadores retomaram o controle da nação.
Durante a década de 1990, os governos liberais da Nicarágua alcançaram alguns tímidos sinais de recuperação econômica. Contudo, várias questões sociais históricas do país ainda aguardavam por uma resolução mais contundente. Nesse contexto, o histórico líder sandinista Daniel Ortega assumiu o posto presidencial nicaraguense prometendo contornar a lastimável situação dos menos favorecidos no país.

### História recente
O Governo da Nicarágua reprimiu com violência protestos pacíficos de estudantes e aposentados contrários ao aumento de 5% nas contribuições determinadas pela reforma da previdência impostas sem participação popular, desde o dia 18 de abril de 2018. A Reforma da Previdência na Nicarágua foi aprovado pelo Governo depois de recomendações do Fundo Monetário Internacional (FMI) que prega plano de austeridade no país para equilibrar as contas públicas, visando restaurar a sustentabilidade de longo prazo das finanças da segurança social. O governo nicaraguense impediu também acesso a energia elétrica, água e internet nas escolas e universidades amotinadas. O situação já provocou centenas de mortos, especialmente pela policia e grupos afins ao presidente Daniel Ortega. Nos 4 meses de protestos, pelo menos 325 pessoas morreram, entre elas 24 crianças, 4 062 foram feridas, 1 428 estão desaparecidos e milhares foram detidas. Muitas pessoas foram presas sem mandados judiciais. Existe censura oficial das informações sobre o protesto popular que irrompeu diante da negligência do governo da Nicarágua em relação ao incêndio que devastou 4 mil hectares da reserva Indio Maiz em 3 de abril de 2018 e que teria sido provocado a fim de devastar a floresta para ser ocupada pela agropecuária.
Além disso, o governo nicaraguense enfrenta forte oposição à construção do canal no Lago da Nicarágua, principal fonte de água potável do país, que é construído pelo consórcio Hong Kong Nicaragua Canal Development Group, liderado pelo empresário chinês Wan Jing, com pouca experiência em projetos deste tipo. A oposição reclama que não houve audiências públicas tampouco discussão sobre salvaguardas ambientais para mitigar os impactos que serão provocados pela construção do Canal da Nicarágua. O Projeto vai deslocar famílias pobres de afrodescendentes e de indígenas que moram às margens do Lago da Nicarágua. A violência da Repressão do Governo da Nicarágua aos protestos por democracia e justiça já foram condenados pela Organização dos Estados Americanos (OEA) e pelo Alto Comissariado para Direitos Humanos das Nações Unidas (ONU) em 2018. No entanto, o governo acusa aos manifestantes de uma tentativa de golpe de estado.

## Geografia

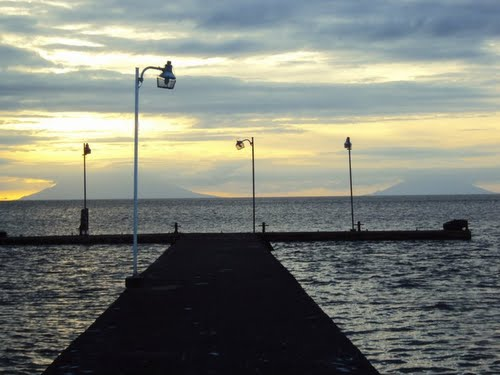
Vista do Muelle de Morrito

A Nicarágua é a maior das repúblicas da América Central em território, com 130 373 km², situada entre o Caribe e o Pacífico. Há montanhas vulcânicas ativas paralelas à costa ocidental. O sul é dominado pelos lagos Manágua e Nicarágua. O clima é tropical, com chuvas em maio e outubro. A agricultura é a principal atividade econômica com algodão, café, cana-de-açúcar e frutas como principais exportações. São extraídos ouro, prata e cobre principalmente ao norte do país, junto a fronteira com Honduras.

## Política
A Nicarágua é uma república presidencialista. O poder executivo é representado pelo Presidente e o Vice-presidente, que são eleitos pelo voto popular para um mandato de cinco anos. O gabinete é formado pelos seguintes Ministérios: das Relações Exteriores, do Governo, da Defesa, da Educação, da Família, do Ambiente e Recursos Naturais, Agropecuário e Florestal, do Trabalho, do Fomento, Indústria e Comércio, da Fazenda e Crédito Público, da Saúde, do Transporte e Infraestrutura.
O parlamento nicaraguense é unicameral, representado pela Assembleia Nacional, com 92 membros eleitos por representação proporcional para mandato de cinco anos. Os principais partidos são a Coalizão Aliança Liberal (AL) e a Frente Sandinista de Libertação Nacional (FSLN).
O poder judiciário é representado pela Corte Suprema de Justiça, a mais alta instância judiciária do país, composta por 16 magistrados, eleitos pela Assembleia Nacional para mandato de cinco anos, que são responsáveis de vigiar o sistema judicial.
A separação dos poderes nicaraguense é diferente da divisão clássica, elaborada por Montesquieu. Além dos habituais três poderes (Executivo, Legislativo e Judiciário), na Nicarágua há o Poder Eleitoral. Comandado pelo Supremo Conselho Eleitoral, é responsável por promover e fiscalizar as eleições.

### Símbolos oficiais
A Bandeira Nacional foi decretada em 5 de setembro de 1908. A bandeira nicaraguense tem três listras horizontais (duas azuis, uma em cima e outra embaixo) com o brasão nacional no centro, na listra branca. A listra branca do Pavilhão Nacional representa o território da nação e simboliza a pureza da Nicarágua. Estas cores foram herdadas da antigo emblema da Federação Centroamericana.
O Brasão de Armas foi criado por decreto legislativo do dia 5 de setembro de 1908. Um triângulo equilátero que engloba a figura de cinco vulcões contínuos que, representando as cinco repúblicas centro-americanas, emergem entre os dois Oceanos que banham a Nicarágua, um arco-íris que aparece como símbolo da paz e um barrete frígio, irradiando luzes que significam a liberdade. O triângulo está circundado por duas frases República de Nicaragua; America Central. Esta figura geométrica representa a igualdade, característica dos nicaraguenses.
O Hino Nacional nomeado Salve a ti Nicaragua é o mais curto da América e o único que não se inspira na “Marselhesa” e nem proclama a guerra. Sua música é de origem religiosa, atribuída a um frade, Anselmo Ernesto Castin, sendo sua letra original de Salomón Ibarra Mayorga (1887–1885). Foi cantado pela primeira vez em 16 de dezembro de 1918, sendo adotado oficialmente em 1938.

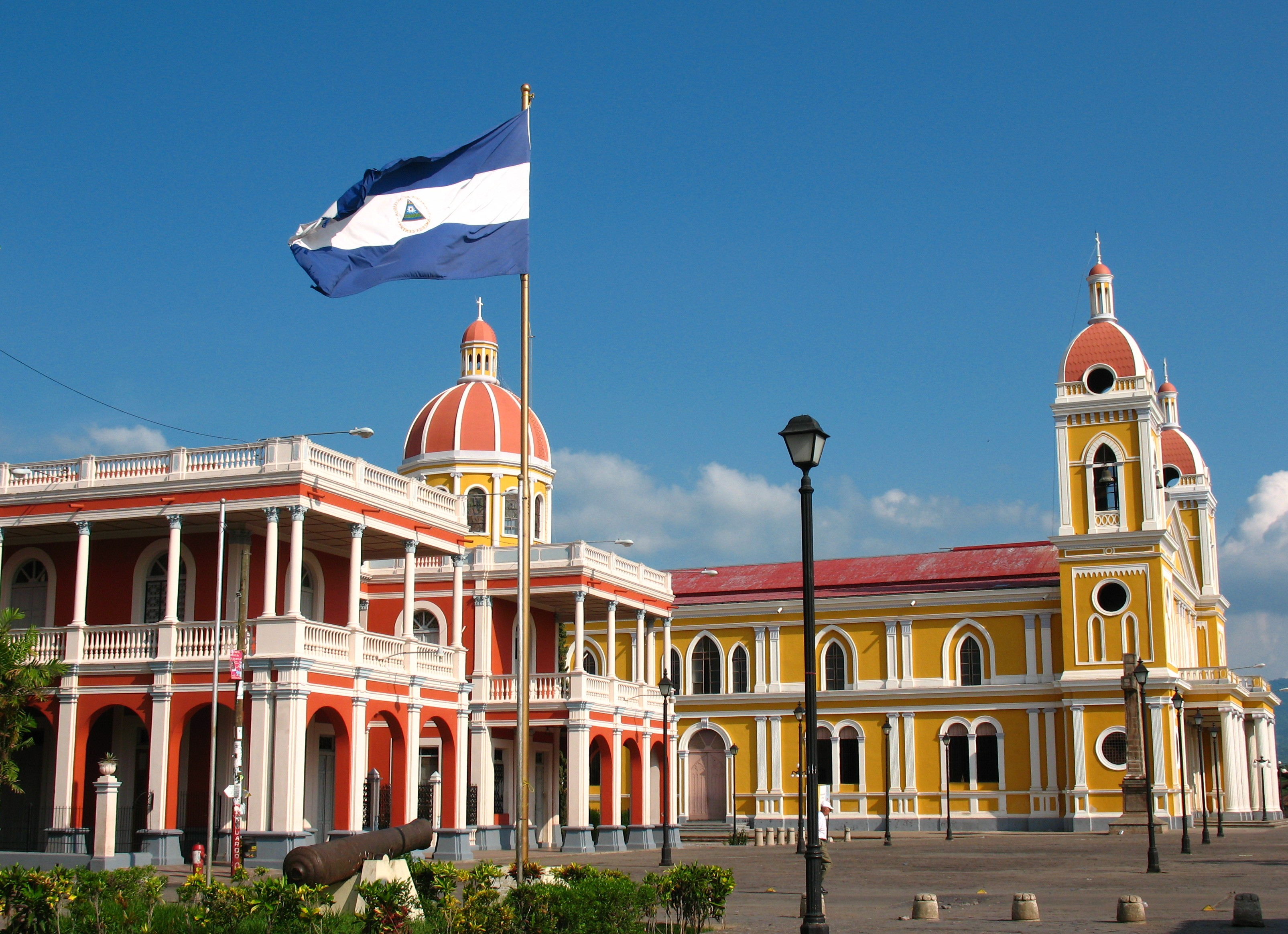
Bandeira Nacional na Praça da Independência na cidade de Granada.

A Ave Nacional é o Guardabarranco (Eumomota superciliosa). Este pássaro de tamanho pequeno, tem asas curtas e redondas e a cauda larga com as penas extremas em forma de raquetes. Se encontra em muita localidades de Nicarágua, especialmente nos Departamentos de Granada, Masaya, Carazo e Rivas. O Guardabarranco é extremamente utilizado nos selos postais emitidos pelo país.
A Árvore Nacional é o madroño (Calycophyllum candidissimum) e cresce comumente na Costa do Pacífico e quando floresce (entre os meses de novembro e fevereiro) adquire o aspecto de uma massa branca cremosa uniforme, que o destaca entre as tonalidades verdes do bosque seco tropical.
A Flor Nacional é o Sacuanjoche (plumería rubra acutefolia) e seu nome vem de um dialeto asteca, segundo a definição do investigador General Alfonso Valle, decomposta assim: "zacuani" pena preciosa amarela, "xochitl" flor.

## Subdivisões
A Nicarágua é dividida administrativamente em 15 Departamentos, 2 regiões autônomas (Atlântico Norte e Atlântico Sul) e 153 municípios.
| Divisão político-administrativa da Nicarágua                                   |                  |                  |                       |            |
|                                                                                |                  |                  |                       |            |
| Departamento                                                                   | População (2005) | Superfície (km²) | Densidade Demográfica | Capital    |
| 01 Departamento de Boaco                                                       | 156 649          | 2 155            | 32                    | Boaco      |
| 02 Departamento de Carazo                                                      | 170 808          | 1 051            | 142                   | Jinotepe   |
| 03 Departamento de Chinandega                                                  | 419 757          | 4 926            | 71                    | Chinandega |
| 04 Departamento de Chontales                                                   | 167 424          | 6 378            | 23                    | Juigalpa   |
| 05 Departamento de Estelí                                                      | 201 305          | 2 335            | 75                    | Estelí     |
| 06 Departamento de Granada                                                     | 179 163          | 929              | 168                   | Granada    |
| 07 Departamento de Jinotega                                                    | 319 908          | 9 755            | 26                    | Jinotega   |
| 08 Departamento de León                                                        | 383 221          | 5 107            | 66                    | León       |
| 09 Departamento de Madriz                                                      | 122 182          | 1 602            | 67                    | Somoto     |
| 10 Departamento de Manágua                                                     | 1 868 297        | 3 672            | 298                   | Manágua    |
| 11 Departamento de Masaya                                                      | 290 421          | 590              | 409                   | Masaya     |
| 12Departamento de Matagalpa                                                    | 501 229          | 8 523            | 45                    | Matagalpa  |
| 13 Departamento de Nueva Segovia                                               | 181 038          | 3 123            | 47                    | Ocotal     |
| 14 Departamento de Río San Juan                                                | 90 867           | 7 473            | 9                     | San Carlos |
| 15 Departamento de Rivas                                                       | 159 649          | 2 155            | 65                    | Rivas      |
| 16 Región Autónoma del Atlántico Norte                                         | 236 560          | 32 159           | 6                     | Bilwi      |
| 17 Región Autónoma del Atlántico Sur                                           | 332 752          | 27 407           | 10                    | Bluefields |
| 18 Nicarágua                                                                   | 5 900 100        | 130 494          | 1 560                 | Manágua    |
| (*)= Todos os dados de população são do Censo de 2002 ou est. 2008.- da DGEEC. |                  |                  |                       |            |

## Economia

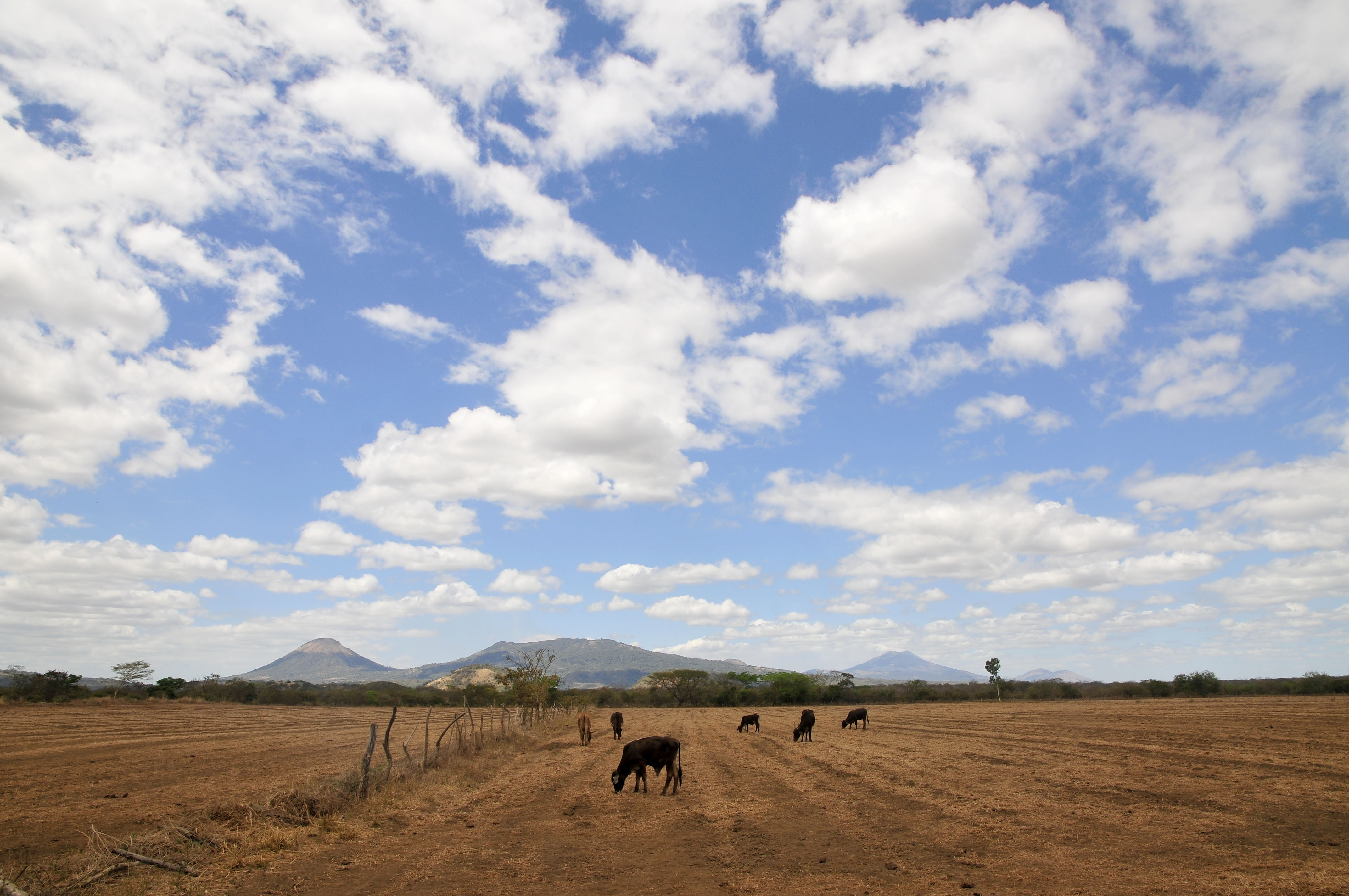
Gados a pastar em um campo árido durante a época seca na América Central.

A economia nicaraguense é predominantemente agrícola (culturas e pecuária). Os depósitos de material vulcânico enriqueceram o solo, o que torna o país extremamente fértil. Quase a metade do território está coberta por selva. Além disso, o país conta com depósitos de ouro, prata, sal e cobre. Os principais produtos comerciais agrícolas são: café, algodão e banana. Outros cultivos destacados são: cana-de-açúcar, milho, frutas (laranja, banana e abacaxi), arroz, mandioca, sorgo e feijão.
A Nicarágua é um dos primeiros países da América Central em criação de gado; em 2003 o país contava com 3,5 milhões de cabeças de gado, 4 350 de bovinos, 405 mil de suínos e 6 800 de caprinos.
A taxa de pobreza diminuiu de 42,5% para 30% entre 2009 e 2014.

### Turismo
O turismo na Nicarágua está crescendo e atualmente tem a segunda indústria mais bem sucedida da nação. Durante os últimos 9 anos o turismo cresceu 90% por toda a nação em um índice de 10% anualmente. Somente em 2009 o setor turístico na Nicarágua cresceu em 9,8% em relação aos anos anteriores. A cada ano cerca de 250 mil cidadãos dos Estados Unidos visitam a Nicarágua e em 2010 o turismo cresceu em 9%, chegando assim à cifra recorde de mais de 1 milhão de turistas, sobretudo gente de negócios, turistas, surfistas e parentes que visitam suas famílias. A maioria dos turistas que visitam a Nicarágua são dos Estados Unidos, América Central, América do Sul (sobretudo Brasil e Argentina) e Europa (sobretudo de países Escandinavos, como Dinamarca e Noruega.
Segundo o Ministério do Turismo da Nicaragua (INTUR), a cidade colonial de Granada é o destino preferido para os turistas. Também o são as cidades de León, Masaya, Rivas e o Río San Juan De Nicaragua, as praias de San Juan del Sur, a ilha de Ometepe, o vulcão Mombacho, as Ilhas do Milho (Corn Island e Little Corn Island), dentre outras, são atrações turísticas principais. Além disso, o ecoturismo e a prática do surfe atraem muitos turistas à Nicarágua.

## Demografia
- População: Cerca de 69% da população é mestiça, seguido pelos povos brancos de origem europeia 17%, 5% é composta de índios e 9% negros.[31]
- Idioma: Espanhol (Oficial), Inglês e línguas indígenas.
- Religião: Cristianismo 80,6% (católicos 56,4%, protestantes 20,2%, Morávio 2,1% e Testemunhas de Jeová 1,9%), outras 3,4%, irreligioso 16,0% (2003).
- População urbana: 55% (1998)
- Crescimento demográfico: 2,7% ao ano (1995–2000)
- Taxa de fecundidade: 4,42 filhos por mulher (1995–2000)
- Expectativa de vida: Homens 66 anos e mulheres 71 anos (1995–2000)
- Mortalidade infantil: 43 por 1 000 (1995–2000)
- Analfabetismo: 35,7% (2000)
- IDH: 0,631 (1998)

## Infraestrutura

### Educação
A taxa de alfabetização de adultos no país, em 2005, foi de 78,1%. Em 2015, a taxa de alfabetização para pessoas com 15 anos ou mais foi estimada em 82,6%, sendo maior entre as mulheres (82,8%) do que entre homens (82,4%). A taxa de alfabetização leva em conta o domínio da leitura e escrita da língua espanhola. O país destina cerca de 4,4% de seu orçamento anual para gastos e investimentos em educação, o que se revela baixo em comparação com as nações vizinhas e outros países do mundo.
A educação primária é gratuita na Nicarágua. Existe um sistema de escolas particulares, muitas das quais são religiosamente afiliadas e freqüentemente têm programas de inglês mais robustos. Em 1979, o sistema educacional era um dos mais pobres da América Latina. Um dos primeiros atos do recém-eleito governo sandinista em 1980 foi uma extensa e bem-sucedida campanha de alfabetização, usando alunos do ensino médio, universitários e professores como professores voluntários, o que resultou na redução da taxa geral de analfabetismo de 50,3% para 12,9% dentro de apenas cinco meses. Este foi um de uma série de programas de grande escala que receberam reconhecimento internacional por seus ganhos em alfabetização, saúde, educação, creche e reforma agrária. Em setembro de 1980, a UNESCO concedeu à Nicarágua o prêmio Nadezhda Krupskaya pela campanha de alfabetização promovida pelo país.

## Cultura

### Desporto

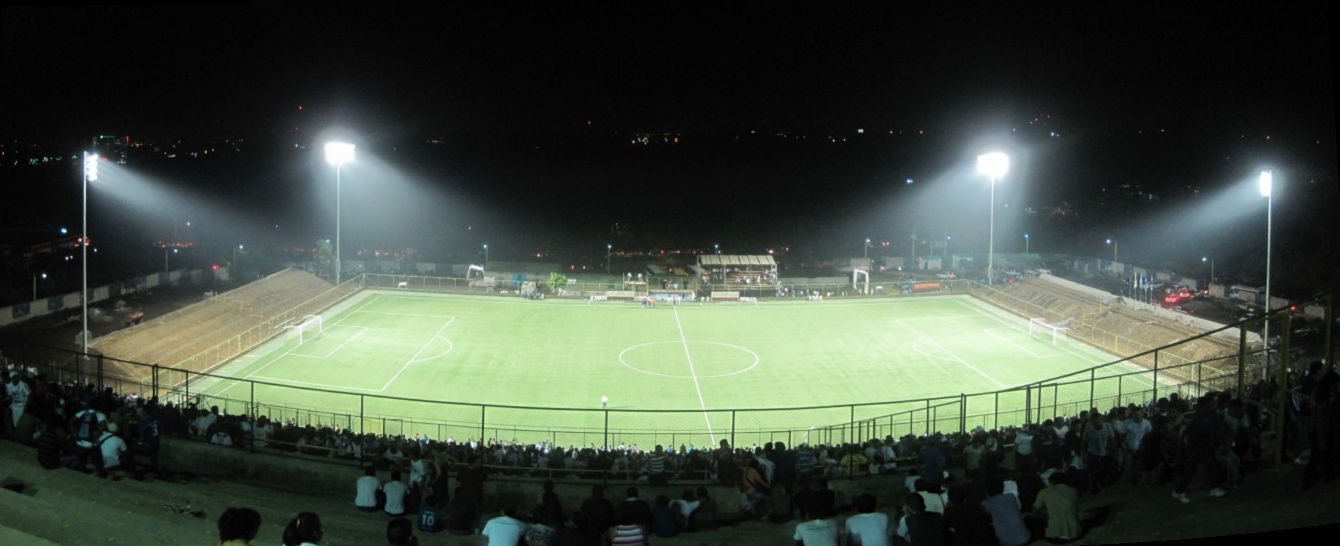
Estádio Nacional de Futebol da Nicarágua em Manágua.

O beisebol é o desporto mais popular na Nicarágua. Há cinco times que competem entre si: Indios del Boer (Manágua), Chinandega, Tiburones (Tubarões), de Leon Granada e Masaya. Os jogadores dessas equipes compõem a equipa nacional quando a Nicarágua compete internacionalmente. O país teve a sua quota de jogadores da Major League Baseball (incluindo o atual Vicente Padilla do Los Angeles Dodgers e Devern Hansack do Boston Red Sox), mas o mais notável é o pitcher Dennis Martínez, o primeiro jogador de beisebol da Nicarágua a jogar na Major League Baseball, sendo inclusive o primeiro jogador não americano a realizar um jogo perfeito.
O boxe é o segundo desporto mais popular na Nicarágua. O país teve vários campeões mundiais em diferentes categorias de peso, reconhecidos pelos principais organismos do boxe como a AMB, o CMB, a OMB e a FIB. O boxeador nicaraguense mais famoso da história é Alexis Argüello, três vezes campeão mundial em diferentes categorias, sendo reconhecido como uma Lenda do Boxe Latinoamericano e Mundial, sendo apontado como o 20º maior da história. Ricardo Mayorga é outro boxeador de renome, entre outros. Recentemente, o futebol ganhou popularidade, especialmente com a população mais jovem. O Estádio Nacional Dennis Martínez tem servido como local para beisebol e futebol.
| Religiões na Nicarágua | Religiões na Nicarágua | Religiões na Nicarágua | Religiões na Nicarágua | Religiões na Nicarágua |
| ---------------------- | ---------------------- | ---------------------- | ---------------------- | ---------------------- |
| religião               |                        |                        | porcentagem            |                        |
| Catolicismo            | Catolicismo            |                        | 58,5%                  | 58,5%                  |
| Protestantismo         | Protestantismo         |                        | 21,6%                  | 21,6%                  |
| Morávios               | Morávios               |                        | 1,6%                   | 1,6%                   |
| Testemunhas de Jeová   | Testemunhas de Jeová   |                        | 0,9%                   | 0,9%                   |
| Outras                 | Outras                 |                        | 2%                     | 2%                     |
| Irreligião             | Irreligião             |                        | 15,7%                  | 15,7%                  |

### Religião
A liberdade religiosa, bem como a tolerância são tópicos não concretizados pelo governo ditatorial da Nicarágua, mesmo defendidos na Constituição. Grande parte desta perseguição é sofrida pela Igreja Católica e seus seguidores, havendo a deportação e prisão de religiosos(as), além da proibição de atos religiosos, como Missas e procissões, e do fechamento de estúdios de rádios católicos. Assim, tendo o país entrado no ranking da ONU de países com mais perseguição religiosa.
De acordo com os censos de 2005, a grande maioria da população declara-se pertencente ao cristianismo, sendo esta religião partilhada por aproximadamente 83% do povo nicaraguense. O catolicismo é seguido por 58,5% da população, enquanto os protestantes correspondem a 24,1% (evangélicos, morávios, etc.). A Igreja Adventista do Sétimo Dia no país conta com mais de 40.500 membros batizados, distribuídos em três missões. Atualmente, são 529 igrejas e congregações, atendidas por 60 pastores e 1.029 anciãos de igreja. A igreja também administra 28 escolas de ensino fundamental e médio, com 200 professores, 12 estações de rádio e um hospital.
Também há uma presença notável das Testemunhas de Jeová, com cerca de 28.886 evangelizadores e 440 congregações. Outras religiões são seguidas por cerca de 1,6% da população da Nicarágua, e aproximadamente 15,7% declaram-se não religiosos, ateus ou agnósticos.

### Música
A música nicaraguense é conhecida por sua complexidade e riqueza, apresentando vários artistas conhecidos na América Central, como Carlos Mejía Godoy, Camilo Zapata, Luís Enrique Mejía Godoy (ganhador do prêmio Grammy), Duo Guardabarranco, Clara Grun e Perrozompopo.
Instrumentos típicos da música nicaraguense são a marimba (uma espécie de xilofone), as maracas, o palo-lluvia, o violão de requinte, entre outros.